# Línea 514 (Santiago de Chile)
La Línea 514 de Transantiago une el sector de Enea con San Luis de Macul de Peñalolén, recorriendo toda la Avenida Oscar Bonilla. Además, opera en horas punta un servicio corto, denominado 514c, que sale desde Metro Salvador para luego llegar hasta la San Luis de Macul.
La 514 es uno de los recorridos principales del sector poniente de Pudahuel, así como también de acceso a la Avenida San Pablo y el centro cívico de la comuna de Peñalolén, acercándolos en su paso, también a la Avenida Irarrázaval y a través de la Avenida Departamental.
Forma parte de la Unidad 5 del Transantiago, operada por Metbus, correspondiéndole el color turquesa a sus buses.

## Flota
El servicio 514 es operado principalmente con máquinas de 12 metros, con chasís Mercedes Benz O500U carrozadas por Caio Induscar (Mondego H), los cuales tienen capacidad de 90 personas. En ciertos horarios de mayor afluencia de público, se incorporan buses articulados de 18 metros con capacidad de 140 personas, cuyo chasis es Mercedes Benz O500UA y fueron carrozados por Caio Induscar (Mondego HA).

## Historia
La línea 514 fue concebida como una de las principales rutas del plan original de Transantiago, al cruzar la ciudad de punta a punta. Su preponderancia aumenta al ser la línea que se sobrepone a la mayoría del trazado de la línea 1 del Metro de Santiago, la principal de la red del ferrocarril metropolitano.
En el año 2012, el recorrido original fue extendido debido a la fusión con la línea variante J09, que acercaba el Metro Santa Ana con Noviciado.
El 1 de julio de 2012, comienza a operar el corto 514c hasta Santiago Centro, después solo hasta Metro Salvador.

## Trazado

### 514 Noviciado - San Luis de Macul
| - Comuna de Pudahuel - Camino a Noviciado - Ruta 68 - Américo Vespucio - Rio Clarillo - Salar Surire - María Angélica - José Manuel Guzmán - Rio Itata - El Tranque - Av. San Pablo - Serrano - Av. General Bonilla - Comuna de Lo Prado - Av. General Bonilla - Neptuno - Av. Dorsal - Av. María Rozas Velásquez - Nueva Imperial - Comuna de Quinta Normal - Nueva Imperial - Portales - Matucana - Comuna de Santiago - Matucana - Compañía - Merced - Irene Morales - Av. Libertador Bernardo O'Higgins - Comuna de Providencia - Av. Providencia - Av. Salvador - Comuna de Ñuñoa - Av. Salvador - Av. Irarrazaval - Ramón Cruz Montt - Comuna de Peñalolén - Ramón Cruz Montt - Av. Quilin - San Vicente de Paul - Doctor Amador Neghme Rodríguez - Caletera Vespucio - Av. Departamental - Caletera Vespucio - Av. San Luis de Macul - Av. Tobalaba - Av. Departamental | - Comuna de Peñalolén - Av. Departamental - Av. San Luis de Macul - Caletera Vespucio - Doctor Amador Neghme Rodríguez - Av. San Vicente de Paul - Av. Quilin - Ramón Cruz Montt - Comuna de Ñuñoa - Ramón Cruz Montt - Av. Irarrázaval - Av. Salvador - Comuna de Providencia - Av. Salvador - Av. Providencia - Comuna de Santiago - Av. Libertador Bernardo O'Higgins - Miraflores - Merced - Monjitas - Santo Domingo - Av. Manuel Rodríguez - Catedral - Matucana - Comuna de Quinta Normal - Matucana - Portales - Nueva Imperial - Comuna de Lo Prado - Nueva Imperial - Av. María Rozas Velásquez - Av. Dorsal - Neptuno - Av. General Bonilla - Comuna de Pudahuel - Av. General Bonilla - Féderico Errázuriz - Av. San Pablo - El Tranque - Rio Itata - José Manuel Guzmán - María Angélica - Salar Surire - Rio Clarillo - Américo Vespucio - Ruta 68 - Camino a Noviciado |

## Puntos de Interés
- Metro Barrancas
- Talleres de Metro Neptuno
- Metro Neptuno
- Hospital San Juan de Dios
- Plaza de Armas
- Metro Plaza de Armas
- Plaza Baquedano
- Metro Baquedano
- Hospital del Salvador
- Metro Ñuñoa
- Metro Villa Frei
- Parque Ramón Cruz
- Metro Las Torres
- Metro Macul
- Municipalidad de Peñalolén

- Datos: Q17620918